# Гаплогруппа K1e (мтДНК)
Гаплогруппа K1e — гаплогруппа митохондриальной ДНК человека.

## Субклады
- K1e1 C151T , T6413C , C16189A , G16274A
- K1e2 C10757T

## Палеогенетика

### Мезолит
- Syltholm — Дания — 5858–5661 calBP — Ж — K1e.[1][2]

### Неолит
Баальбергская культура
- I0822 / S0822 — HQU3 — Halle-Queis, Германия — 3630–3581 calBCE — K1e.[3]

Воронковидных кубков культура
- Gok5 —  Gökhem5 — Frälsegården, Швеция — 5050–4750 BP , 3280–2890 calBCE — Ж — K1e.[4]

## Публикации
2014
- Skoglund et al. Genomic Diversity and Admixture Differs for Stone-Age Scandinavian Foragers and Farmers. Science (16 мая 2014).

2015
- Haak, W., Lazaridis, I., Patterson, N. et al. Massive migration from the steppe was a source for Indo-European languages in Europe. Nature (2 марта 2015). Архивировано 10 февраля 2015 года.

2019
- Jensen, T.Z.T., Niemann, J., Iversen, K.H. et al. A 5700 year-old human genome and oral microbiome from chewed birch pitch. Nature Communications (17 декабря 2019). Архивировано 13 декабря 2018 года.